# Musa Murtazalijev
Musa Dalgatovič Murtazalijev (* 26. května 1988 Kedi, Dagestán) je ruský zápasník–volnostylař avarské národnosti, který od roku 2011 reprezentuje Arménii.

## Sportovní kariéra
Je rodákem z dagestánské horské obce Kedi v Cumadinském okrese avšak jako větsina dagestánských horalů žil převážnou část roku na kutaně poblíž Chasavjurtu. Zápasení se věnuje od útlého dětství po vzoru svého otce a strýců. Od 14 let se připravoval na střední sportovní škole v Chasavjurtu pod vedením Abdurachmana Mirzajeva. V ruské reprezentaci se na rozdíl od svého staršího bratra Machače neprosazoval proto v roce 2010 přijal nabídku reprezentovat Arménii. V roce 2012 a 2016 neuspěl na kvalifikačních turnajích pro start na olympijských hrách.

## Výsledky
| Turnaj             | 2011 | 2012 | 2013 | 2014 | 2015 |
| Turnaj             | 23   | 24   | 25   | 26   | 27   |
| Turnaj             | -74  | -74  | -84  | -86  | -86  |
| ------------------ | ---- | ---- | ---- | ---- | ---- |
| Olympijské hry     |      | —    |      |      |      |
| Mistrovství světa  | úč.  |      | úč.  | úč.  | úč.  |
| Evropské hry       |      |      |      |      | 8.   |
| Mistrovství Evropy | 2.   | 8.   | 2.   | 3.   | 8.   |